# Jet Set Radio Future
Jet Set Radio Future (яп. ジェットセットラジオフューチャー Дзэтто Сэтто Радзио Фую:тя:), также известная как JSRF — компьютерная игра для консоли Xbox, выпущенная в 2002 году. Разработана Smilebit, выпущена Sega. Является и сиквелом, и приквелом игры Jet Set Radio. Первоначально игра должна была выйти на Dreamcast, однако эта версия была отменена из-за окончания поддержки консоли от компании Sega.

## Сюжет

Титульный экран игры.

Действие происходит в 2024 году в футуристическом Токио, где группа подростков-роллеров (которые именуют себя руд-боями) «GG» соперничают за контроль над районами Токио в отношении многих других групп. В то же время группа Годзи Роккаку взяла на себя многие районы города, а их лидер в настоящее время является мэром Токио. Он угнетает людей, отнимая свободу слова и выражений, и заставляет других членов банды занимать территорию благодаря коррупированной полиции Токио.
Игра начинается с персонажа по имени Йойо, который должен проявить себя, чтобы присоединиться к группе «GG». После того, как Йойо присоединится к группе, игра прерывается диджеем Профессором К, где он рассказывает о потрясениях в Токио. После этого ролика, игрок должен выполнить свою миссию — «похоронить Токио в граффити и бороться с авторитарной полицией Роккаку».

## Геймплей
Игра имеет такой же геймплей, как и в Jet Set Radio, но перетерпевший незначительные изменения. Игрок всё так же может рисовать граффити и убегать от полицейских и банд. Jet Set Radio Future имеет отсылки к агрессивному катанию на роликах. Игрок может кататься по перилам и рельсам и выполнять различные трюки. Если персонажа резко остановить, то он сделает трюк «пауэрслайд» (англ. Powerslide). Некоторые персонажи не имеют на роликовых коньках 2 средних колеса для упрощения управления ими на перилах.
В игре граффити нужно собирать по кусочкам, чтобы использовать их. На каждом уровне есть 3 коллекционных граффити и «тайная лента», которая даёт игроку 5 необязательных для прохождения игры заданий.

## Совместимость сXbox 360
С 19 апреля 2007 года игра имеет совместимость с консолью Xbox 360, кроме PAL-версии и бандла JSRF/Sega GT 2002. Однако 12 июля 2007 года Microsoft выпустила обновление, исправляющий большое количество ошибок, в том числе и проблему с PAL-версией игры. Однако PAL-версия не будет работать через VGA-кабель, и в игру можно играть только в 50 Гц. В бандл-версию можно играть с кабелями RCA, YUV, SCART или HDMI.
В настоящее время бандл Sega GT 2002/JSRF совместим с Xbox 360, хотя иногда можно наблюдать падение кадровой частоты.

## Саундтрек
Над музыкой к игре работали Хидэки Наганума, Guitar Vader, BS 2000, Scapegoat Wax, The Latch Brothers (Mike D из Beastie Boys, Ричард Жак, Крис «Ваг» Вагнер и Кенни Тик Салцидо), Cibo Matto и The Prunes.
25 февраля 2002 года люди, сделавшие предварительный заказ игры, могли получить альбом Jet Set Radio Future Music Sampler (яп. ジェットセットラジオフューチャー·ミュージック·サンプラー Дзэтто Сэтто Радзио Фую:тя: Мю:дзикку Сампура:). Он включал 11 треков, как оригинальных, так и ремиксов созданных The Latch Brothers. Данный альбом стал последним релизом лейбла Grand Royal.
Официальный музыкальный альбом игры Jet Set Radio Future Original Sound Tracks (яп. ジェットセットラジオフューチャーオリジナル·サウンドトラック Дзэтто Сэтто Радзио Фую:тя: Оридзинару Саундоторакку) был выпущен 20 марта 2002 года лейблом Scitron Digital Contents. Он содержал 22 композиции.
Несколько треков из Jet Set Radio Future позже были включены в игру Sonic & Sega All-Stars Racing (2010).
| №                   | Название                                                  | Длительность |
| ------------------- | --------------------------------------------------------- | ------------ |
| 1.                  | «Hideki Naganuma — The Concept Of Love»                   | 3:42         |
| 2.                  | «The Latch Brothers — Ill Victory Beat»                   | 3:35         |
| 3.                  | «Russell Simins — I’m Not A Model»                        | 4:18         |
| 4.                  | «The Latch Brothers — Me Likey The Poom Poom»             | 3:32         |
| 5.                  | «Cibo Matto — Birthday Cake»                              | 3:18         |
| 6.                  | «The Latch Brothers — Latch Brother Bounce»               | 4:34         |
| 7.                  | «The Latch Brothers — Count Latchula»                     | 3:59         |
| 8.                  | «Scapegoat Wax — Aisle 10»                                | 3:45         |
| 9.                  | «The Latch Brothers — Koto Stomp»                         | 3:23         |
| 10.                 | «The Prunes — Rockin’ The Mic (The Latch Brothers Remix)» | 3:48         |
| 11.                 | «Richard Jacques — What About The Future»                 | 4:19         |
| Общая длительность: | Общая длительность:                                       | 42:13        |

| №                   | Название                               | Музыка                                      | Длительность |
| ------------------- | -------------------------------------- | ------------------------------------------- | ------------ |
| 1.                  | «The Concept of Love»                  | Хидэки Наганума                             | 3:43         |
| 2.                  | «Fly Like a Butterfly»                 | Хидэки Наганума                             | 3:22         |
| 3.                  | «Funky Dealer»                         | Хидэки Наганума                             | 3:32         |
| 4.                  | «Shape Da Future»                      | Хидэки Наганума                             | 3:49         |
| 5.                  | «Teknopathetic»                        | Хидэки Наганума                             | 3:46         |
| 6.                  | «Oldies But Happies»                   | Хидэки Наганума                             | 3:10         |
| 7.                  | «Like It Like This Like That»          | Хидэки Наганума                             | 2:49         |
| 8.                  | «I Love Love You JSRF version»         | Guitar Vader, Хидэки Наганума               | 4:35         |
| 9.                  | «Baby-T JSRF version»                  | Guitar Vader                                | 1:43         |
| 10.                 | «Humming the Bassline (D.S. Remix)»    | Хидэки Наганума, Deavid Soul                | 4:18         |
| 11.                 | «Rock it On (D.S. Remix)»              | Хидэки Наганума, Deavid Soul                | 6:41         |
| 12.                 | «Sneakman (Toronto Mix)»               | Хидэки Наганума, Toronto                    | 4:18         |
| 13.                 | «What About the Future»                | Ричард Жак                                  | 4:20         |
| 14.                 | «Bokfresh»                             | Guitar Vader                                | 3:35         |
| 15.                 | «Let Mom Sleep (No Sleep Remix)»       | Хидэки Наганума, Ричард Жак                 | 3:36         |
| 16.                 | «That’s Enough (B.B. Rights Mix)»      | Хидэки Наганума, B.B. Rights                | 3:34         |
| 17.                 | «Sweet Soul Brother (B.B. Rights Mix)» | Хидэки Наганума, B.B. Rights                | 3:20         |
| 18.                 | «Grace & Glory (B.B.M.H. Mix)»         | Хидэки Наганума, B.B. Rights и Мик Харрисон | 3:49         |
| 19.                 | «Jet Set Medley Future»                | Хидэки Наганума                             | 3:55         |
| 20.                 | «Jet Set Station #2»                   | Хидэки Наганума                             | 0:13         |
| 21.                 | «Jet Set Groove #3»                    | Хидэки Наганума                             | 0:12         |
| 22.                 | «Jet Set Groove #4»                    | Хидэки Наганума                             | 0:11         |
| Общая длительность: | Общая длительность:                    | Общая длительность:                         | 72:31        |

## Оценки и мнения
| Сводный рейтинг       | Сводный рейтинг |
| Агрегатор             | Оценка          |
| --------------------- | --------------- |
| GameRankings          | 85,97 %         |
| Metacritic            | 88/100          |
| MobyRank              | 85/100          |
| Иноязычные издания    |                 |
| Издание               | Оценка          |
| 1UP.com               | B+              |
| AllGame               | [ 6 ]           |
| CVG                   | 7,0/10          |
| EGM                   | 7,67/10         |
| Eurogamer             | 6/10            |
| Game Informer         | 7/10            |
| GamePro               | 5/5             |
| GameRevolution        | B+              |
| GameSpot              | 8,7/10          |
| GameSpy               | 90/100          |
| IGN                   | 9,1/10          |
| Play (UK)             | 5/5             |
| TeamXbox              | 9/10            |
| WorthPlaying          | 8,4/10          |
| XboxAddict            | 100 %           |
| Русскоязычные издания |                 |
| Издание               | Оценка          |
| «Страна игр»          | 8,5/10          |

Jet Set Radio Future получила высокие оценки от критиков. IGN оценил игру в 9,1 баллов из 10 возможных и назвал её «одной из самых привлекательных игр». GameSpot поставил игре оценку 8,7 баллов из 10 и в итоге своего обзора назвал её «как одну из лучших игр для Xbox на сегодняшний день». Российский журнал «Страна игр» также высоко оценил Jet Set Radio Future, в 8,5 баллов.
Другие журналы и сайты, такие как XboxAddict, GamePro и Play Magazine ставили игре самый высший балл. Но несмотря на положительные отзывы от критиков, игра плохо продавалась по всему миру из-за финансовых затруднений компании Sega.